# Charlotte Geer
Charlotte „Carlie“ Mosher Geer (* 13. November 1957 in Greenwich, Connecticut) ist eine ehemalige US-amerikanische Ruderin. Sie gewann 1984 die olympische Silbermedaille im Einer.

## Sportliche Karriere
Die 1,67 m große Charlotte Geer erreichte zusammen mit ihrer Schwester Julia Geer bei den Weltmeisterschaften 1981 das Finale im Doppelzweier, hinter vier Booten aus dem Ostblock belegten die beiden Amerikanerinnen den fünften Platz. Bei den Weltmeisterschaften 1983 ruderten die beiden Schwestern mit Ann Strayer, Cathy Thaxton und Steuerfrau Kelly Rickon im Doppelvierer und belegten den fünften Platz, auch hier lagen vier Boote aus dem Ostblock vor den Amerikanerinnen.
Wegen des Olympiaboykotts aller Ostblockstaaten außer Rumänien waren die Erfolgsaussichten für die amerikanischen Ruderinnen bei den Olympischen Spielen 1984 in Los Angeles gut. Charlotte Geer traf im Einer auf drei Ruderinnen, die im Vorjahr das Weltmeisterschafts-Finale erreicht hatten: Die Rumänin Valeria Răcilă hatte das Finale nicht beendet, die Kanadierin Andrea Schreiner und die Dänin Lise Justesen waren als Fünfte und Vierte ins Ziel gekommen. Die Vorläufe bei der Olympiaregatta wurden von Charlotte Geer, der Britin Beryl Mitchell und Valeria Răcilă gewonnen. Im ersten Halbfinale qualifizierten sich Răcilă, Geer und Schreiner für das Finale, aus dem zweiten Halbfinale kamen Justesen, die Belgierin Ann Haesebrouck und Mitchell weiter. Im Finale konnten sich Valeria Răcilă und Charlotte Geer schon auf der ersten Streckenhälfte absetzen und fuhren sicher zu Gold und Silber, dahinter konnte Ann Haesebrouck im Kampf um Bronze Andrea Schreiner knapp besiegen.